# Anderson Silva
Anderson da Silva, mais conhecido como Anderson Silva ou Spider (São Paulo, 14 de abril de 1975), é um ex-lutador brasileiro-americano de MMA e ex-Campeão Peso Médio do UFC. Anderson conquistou 17 vitórias seguidas e 10 defesas de título consecutivas. "Spider" é considerado um dos maiores lutadores de MMA da história.

## Biografia
Nascido na cidade de São Paulo, mudou-se aos 4 anos para Curitiba, onde começou a treinar Taekwondo com 5 anos de idade, esporte no qual tornou-se faixa preta aos 18 anos de idade. No Muay Thai, Anderson foi o segundo prajed preta formado pelo Mestre Fábio Noguchi em Curitiba. Ele também é faixa preta em jiu-jitsu dos irmãos Nogueira (Minotauro e Minotouro).
A origem de seu apelido, Aranha, vem de um anúncio que o intitulou o aranha em virtude de uma fantasia do Homem-Aranha que ganhou quando criança.

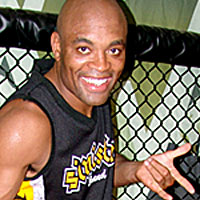

Antes do Muay Thai, ele tentou ser jogador de futebol, tendo feito um teste para o Corinthians. Anderson chegou 40 minutos atrasado e perdeu o teste, mas foi convidado para treinar na academia de boxe do clube, sendo que o professor logo viu que ele possuía habilidade para luta.

## Carreira no MMA
A rigor, Anderson estreou em um torneio na cidade de Campo Grande (Mato Grosso do Sul), em forma de GP, no qual teria de lutar uma semifinal antes da final.[carece de fontes?] Anderson foi o campeão desse GP, vencendo duas lutas. Depois fez várias lutas no Mecca, evento bem famoso naquela época. Suas boas exibições no Brasil lhe renderam uma chance de fazer várias lutas internacionais.

### Shooto
Sua estreia no Shooto foi contra o japonês Tetsuji Kato. Anderson venceu a luta por decisão unânime. Depois voltou para o Brasil e venceu mais uma luta no Mecca. Com seguidas vitórias no cartel, Anderson teve a primeira grande oportunidade de disputar um cinturão de um torneio de grande reconhecimento na época, o Shooto. Anderson lutou pelo cinturão dos pesos médios do evento, em 2001, contra o japonês Hayato Sakurai e venceu a luta por decisão unânime dos juízes. Anderson enfim conquistava o seu primeiro cinturão em um grande evento de MMA.

### Pride e outros eventos
Em 2002, Silva passou a lutar no Pride. Em sua primeira luta, no dia 23 de junho de 2002, venceu o americano Alex Steibling por nocaute técnico no primeiro round. Nas suas próximas duas lutas, Anderson permaneceu invencível, vencendo por decisão unânime o japonês Alexander Otsuka e o canadense Carlos Newton, ex-campeão do UFC. Nessa luta, Silva ganhou com uma joelhada fenomenal, depois de Newton tentar golpeá-lo no primeiro round.
No Pride 28, Silva enfrentou o japonês Daiju Takase, que, considerando seu cartel até então de quatro vitórias e sete derrotas, credenciava a Anderson um certo favoritismo, pois vinha de nove vitórias seguidas. Porém, o japonês conseguiu uma queda logo no início na luta, e conseguiu manter no chão até finalizar o brasileiro com um triângulo, finalizando-o aos oito minutos.
Após a derrota para Takase, Anderson Silva lutou em outros eventos. No Conquista Fight 1, venceu o brasileiro Waldir dos Anjos por nocaute técnico. Em 2004, lutou no Gladiator FC: Day 2, onde enfrentou o lutador Jeremy Horn (ex-desafiante de cinturão do UFC). Anderson obteve uma vitória por decisão unânime.

### Cage Rage e derrotas paraOkamieRyo Chonan
Após a derrota, Anderson continuou a lutar no Cage Rage, e em outros eventos. Silva fez sua estreia no Cage Rage em Londres, na Inglaterra, onde logo lutou pelo cinturão do evento. Em 11 de setembro de 2004, no Cage Rage 8, Anderson lutou e derrotou Lee Murray na disputa por decisão unânime dos jurados e conquistou o segundo cinturão de expressão da sua carreira, o cinturão de pesos-médios do Cage Rage.
Em 2004, após ter conquistado o cinturão do Cage Rage, Silva retornou ao Pride para enfrentar Ryo Chonan. Apesar de levar enorme vantagem na luta, Anderson foi surpreendido com uma finalização sensacional do japonês. Chonan conseguiu finalizar Anderson Silva no terceiro assalto com uma chave de calcanhar voadora.
Depois de defender com sucesso duas vezes seu título no Cage Rage, respectivamente contra Jorge Rivera e Curtis Stout (ambos por decisão unânime), Anderson Silva lutou no Rumble on the Rock 8 contra Yushin Okami na primeira fase do torneio dos médios, no dia 20 de janeiro de 2006. Nesta luta, Anderson chutou o rosto de Okami em posição de guarda, que, pelas regras do evento, era proibido. O japonês poderia voltar à luta, mas preferiu não continuar, o que resultou na desqualificação de Anderson Silva, e na consequente derrota do brasileiro.
Após essa luta, Anderson lutou mais uma vez no Cage Rage, dessa vez contra o americano Tony Fryklund. Anderson logo dominou a luta e ganhou por nocaute (cotovelada) aos dois minutos do primeiro round. A luta foi pelo Cage Rage 16, no dia 22 de abril de 2006. Após essa luta, Anderson começou sua carreira no UFC.

### Carreira no UFC
Em 2006, Silva passou a combater no Ultimate Fighting Championship no evento Ultimate Fight Night 5 nos Estados Unidos. No dia 28 de junho de 2006, sua estreia, saiu vitorioso sobre Chris Leben. Anderson nocauteou-o aos 49 segundos do primeiro round, a luta mais rápida de sua carreira.

#### Campeão dos pesos-médios
Depois da luta contra Leben, uma enquete no site do UFC foi feita para escolher quem seria o próximo oponente de Anderson. A maioria dos votos foi para o até então campeão dos pesos médios, Rich Franklin. Ao dia 14 de outubro de 2006, no UFC 64, Anderson Silva teve a oportunidade de disputar o cinturão da categoria de pesos médios no UFC, onde venceu no primeiro round de forma arrasadora. Essa luta é considerada como uma das melhores de sua carreira, pois Anderson mostrou fantásticos movimentos e golpes como joelhadas e chutes. Anderson prendeu Rich em seu clinch e desferiu vários golpes e aos três minutos e cinquenta e três segundos do primeiro round, Franklin esquivou-se de um dos socos de Anderson antes de cair no chão e decretar a vitória do brasileiro. Ele foi o segundo oponente que derrotou Franklin, depois de Lyoto Machida.

#### Defesas do Cinturão

##### UFC 67: Silva vs Lutter
Em 3 de fevereiro de 2007, no UFC 67, Anderson estava programado para lutar contra o vencedor do reality show "The Ultimate Fighter 4" Travis Lutter. Essa seria sua primeira luta depois da sua conquista de cinturão contra Rich Franklin, em outubro de 2006. Contudo, o adversário se apresentou acima do limite do peso da categoria dos pesos médios (84 quilos) e a luta então não foi considerada como a principal. Anderson Silva, venceu o adversário prendendo-o com um triângulo, enquanto estava por baixo, no chão. No meio do segundo round.

##### UFC 73: Silva vs Marquardt
Na luta seguinte, no UFC 73, em 7 de julho de 2007, Anderson defendeu com sucesso seu título contra Nate Marquardt, vencendo por nocaute técnico em 4:50 do primeiro assalto.

##### UFC 77: Silva vs Franklin
Três meses depois, no dia 20 de outubro de 2007 no UFC 77, Anderson lutou uma revanche de defesa do título contra o americano Rich Franklin, lutador que havia perdido o título, em sua cidade natal, Cincinnati. Anderson defendeu seu cinturão ao derrotar Franklin por nocaute técnico no segundo round, onde surpreendeu todos ao mostrar suas habilidades de trocação e de se esquivar com as mãos abaixadas. Anderson ganhou o bônus de nocaute da noite.

##### UFC 82: Silva vs Henderson
No dia 1 de março de 2008, no UFC 82, Silva lutou contra o campeão dos pesos médios do Pride Fighting Championships, Dan Henderson, em uma disputa de unificação de títulos (títulos do UFC e Pride). Muitos pensaram que Henderson teria uma certa vantagem no chão, mas Anderson defendeu o seu título ao derrotar Henderson com um mata-leão no segundo assalto. Essa foi uma surpresa porque Henderson havia competido nas olimpíadas de 1992 e 1996 como atleta de luta greco-romana.
Cerca de quatro meses depois, no "UFC Fight Night 4" em 19 de julho de 2008, Silva fez sua estreia nos meio-pesados contra James Irvin. Anderson venceu por nocaute no primeiro minuto do primeiro round, mostrando leveza, rapidez e agressividade, mesmo lutando numa nova categoria de peso. Anderson pegou a perna esquerda de Irvin com a sua mão esquerda e devolveu um soco direto que fez com que Irvin caísse no chão. Anderson finalizou a luta dando mais alguns socos em Irvin, que estava inconsciente.

##### UFC 90: Silva vs Côté
Após a unificação dos títulos, em 25 de outubro de 2008 no UFC 90 em Chicago, Anderson Silva voltou a defender seu título dos médios, desta vez contra Patrick Côté. No terceiro assalto, Côté sentiu dores no joelho após desferir um chute. O árbitro Herb Dean declarou a luta encerrada pois Patrick Côté não poderia continuar a luta, e declarou vitória de Anderson Silva por nocaute técnico.
Após a luta, Anderson foi criticado por parecer estar desviando contato de Côté. O próprio presidente do UFC, Dana White, censurou a atitude de Anderson, falando "Eu não entendi as táticas de Silva... Esse não foi o Anderson Silva que eu estou acostumado a ver nos últimos dois anos."

##### UFC 97: Silva vs Leites
No dia 18 de abril de 2009, no UFC 97, Anderson lutou e venceu Thales Leites por decisão unânime, defendendo seu cinturão e obtendo sua nona vitória consecutiva no UFC, recorde do evento. Thales Leites foi o único homem até então na história do UFC a lutar com Anderson Silva nos cinco rounds seguidos até a decisão dos juízes. A multidão vaiou várias vezes o desempenho sem brilho de Anderson, sua expressão entediada e suas tentativas frustradas de incitar o seu adversário na luta. No quarto e quinto assalto, Anderson chegou a dançar e baixar a guarda, golpeando o adversário sem que houvesse retaliação. Após a luta, Dana White afirmou que estava "envergonhado" pela performance de Anderson, mas que ainda acreditava que ele era o melhor lutador peso por peso do mundo.

##### UFC 101: Silva vs Griffin
No UFC 101, Silva mais uma vez lutou nos meio-pesados, desta vez contra o ex-campeão da categoria Forrest Griffin. Griffin foi derrubado três vezes no primeiro assalto. Após o terceiro knockdown, Forrest sinalizou que ele estava acabado, e Silva foi declarado vencedor por nocaute. Essa é considerada uma das melhores lutas de sua carreira, e ganhou o prêmio de "Beatdown of the Year" pela Sherdog.
Depois de derrotar Griffin, uma repórter do Yahoo! Sports alegou que o empresário de Anderson, Ed Soares, tinha confirmado que Anderson iria abandonar a categoria de pesos médios para passar para a de meio-pesado. Entretanto, o próprio Soares e um trabalhador do UFC negaram essa conversação: Anderson não iria abandonar seu título somente para lutar exclusivamente na categoria de meio-pesado.

##### UFC 112: Silva vs Maia
Demian Maia substituiu Vitor Belfort no UFC 112 em Abu Dhabi. Anderson venceu Demian por decisão unânime dos juízes. A luta foi criticada mundialmente pelo desleixo de Anderson durante a luta e pelo fato de não ter nocauteado o adversário. Anderson chegou a ser advertido pelo juiz por sua conduta, e no quinto round a plateia começou a apoiar Demian Maia, que parecia ser o único lutador que estava com vontade de partir para cima. O presidente do UFC Dana White disse que se sentia envergonhado e decepcionado com a apresentação de Anderson, após casar essa luta em um dos maiores evento de UFC da história, economicamente falando e principalmente por ter sido o evento de estreia em Abu Dhabi, onde se esperava um show e não uma luta daquela como evento principal.
Imediatamente depois da luta, Anderson desculpou-se.

##### UFC 117: Silva vs Sonnen
Anderson enfrentou Chael Sonnen no UFC 117, no dia 7 de agosto de 2010. No primeiro round, Sonnen atordoou Anderson com um soco depois de levá-lo para baixo e dominar na posição, desferindo vários golpes. Os próximos três rounds seguiram em um estilo similar, com Anderson indo para o chão cedo e Sonnen o controlando no chão. No quinto round, Anderson caiu depois de ser atingido por um gancho de esquerda de Sonnen. Com cerca de dois minutos restantes, Anderson conseguiu um armlock após aplicar um triângulo de perna, forçando Sonnen a desistir aos três minutos e dez segundos do round 5.
Anderson foi golpeado mais vezes nessa luta do que em toda sua carreira inteira. De acordo com um banco de dados do CompuStrike, em todas suas lutas no UFC, Anderson foi golpeado 208 vezes. Somente nessa luta, Sonnen golpeou-o um total de 289 vezes. Depois da luta, foi revelado que Sonnen teria ganho numa decisão de juízes. Todos os três juízes marcaram Sonnen como o ganhador de todos os quatro rounds.
Nesta luta, Anderson afirmou ter lutado com a costela trincada, contra as recomendações de seu médico. Durante o primeiro round, Sonnen quebrou sua costela e Anderson ficou fora dos ringues até 2011 por causa dessa contusão. Após a luta Sonnen testou positivo para substâncias dopamtez. Pelo doping, White anunciou que Sonnen só teria sua revanche depois de ganhar duas lutas seguidas, o que aconteceria em 2012.

##### UFC 126: Silva vs Belfort
Sendo assim, Silva defendeu e manteve o cinturão dos médios no UFC 126, que aconteceu no dia 6 de fevereiro de 2011, em Las Vegas, onde ele lutou contra o compatriota Vítor Belfort. A luta durou pouco menos de quatro minutos. Nos dois primeiros minutos, Vitor e Anderson estavam estudando-se, e após isso eles começaram a trocação direta. Aos três minutos e vinte e cinco segundos, Belfort foi nocauteado por um forte chute frontal no rosto disparado por Silva, antes de alguns socos. Nessa luta, Silva ganhou o bônus de nocaute da noite e posteriormente nocaute do ano.

##### UFC 134: Silva vs Okami
Na cidade do Rio de Janeiro, no UFC 134, dia 27 de agosto de 2011, Anderson Silva defendeu seu título, desta vez contra Yushin Okami. Essa foi uma revanche entre os dois lutadores, uma vez que Okami foi o último lutador a vencer Anderson Silva. No segundo round, Anderson derrubou Okami duas vezes. Na segunda vez, Anderson golpeou o adversário e o nocauteou aos dois minutos e quatro segundos, defendendo assim seu título pela nona vez e vencendo sua décima quarta luta no UFC. A luta foi exibida em tv aberta no Brasil pela Rede TV. A transmissão de todo o evento fez a Rede TV empatar na liderança com a TV Globo. No momento em que Anderson Silva lutava contra Okami, a média da Rede TV subiu para 12,8 pontos, superando a TV Globo, que marcava 12 pontos no mesmo horário.

##### UFC 148: Silva vs Sonnen 2
Anderson Silva e Chael Sonnen se enfrentaram no UFC 148 no dia 7 de julho de 2012.
O clima pré-luta foi marcado por diversas provocações desrespeitosas por parte do americano, conhecido pelas suas provocações. No começo da luta, Sonnen foi para o ataque e conseguiu o que queria. Derrubou Anderson Silva em poucos segundos e tomou controle do combate. No fim, ele passou a guarda do “Aranha” e encaixou golpes, mas sem machucar o campeão. Quando parecia que a história da luta seria igual a da última vez, Anderson deu um show. O brasileiro não caiu nas novas investidas do adversário. Sonnen ao tentar conectar um soco giratória, Anderson esquivou-se do golpe e Sonnen desequilibrou e acabou caindo próxima a grade. Silva não desperdiçou a oportunidade e encaixou uma bela joelhada e depois finalizou o oponente com uma série de socos. No pós luta, Anderson desabafou;
“Não tenho nada contra ele. Ele desrespeitou meu país, mas tudo bem. Isso é um esporte”, afirmou Anderson antes de levar Sonnen para o meio do octógono. “Vamos mostrar que no Brasil todo mundo é educado. Vamos aplaudi-lo. Se você quiser fazer um churrasco lá em casa, está convidado. Minha mulher vai fazer para a gente”, completou em tom de ironia.

##### UFC Rio III: Silva vs Bonnar
Anderson substituiu José Aldo na luta principal do UFC 153 numa luta contra Stephan Bonnar, na noite do dia 14 de outubro de 2012. A luta aconteceu na categoria dos meio-pesados (até 93 kg). Anderson derrotou Bonnar com um nocaute técnicos aos quatro minutos do primeiro round. Demonstrando calma, Anderson nocauteou Bonnar depois de uma joelhada perfeita no plexo. Nessa luta, Anderson de uma certa forma provocou o adversário. Durante a luta, Bonnar tentou colocar Anderson ao chão, mas Anderson acabou ficando na grade. Depois que ele desvencilhou de Bonnar, permaneceu encostado à grade, fazendo com que o adversário ficasse sem reações.
Pouco tempo depois, comprovou-se que Bonnar havia lutado esta luta sobre efeito de anabolizantes. Em entrevista, Bonnar confirmou que realmente lutou dopado.

#### Derrota e perda do cinturão — UFC 162: Silva vs. Weidman
Depois do campeão Anderson Silva recusar e menosprezar o duelo contra Weidman algumas vezes, criticando a falta de experiência do americano, o UFC finalmente marcou o duelo para Julho de 2013.
As declarações antes do duelo chamaram mais atenção pelo fato de vários lutadores do UFC apostarem no americano. A declaração mais forte veio do campeão dos meio-médios, Georges St. Pierre. Na ocasião GSP afirmou que "Ele (Weidman) iria finalizar o Anderson Silva, e que a luta não seria muito longa.”«Georges St-Pierre aposta em Weidman contra Anderson Silva no UFC 162». O Estado de S. Paulo. Consultado em 20 de julho de 2017
Após 17 vitórias seguidas e 10 defesas de título consecutivas, Anderson Silva foi nocauteado pela primeira vez na carreira, ao perder o cinturão para Chris Weidman no UFC 162, que aconteceu no dia 6 de julho de 2013. Anderson foi derrubado e castigado no primeiro round, e quase foi pego em uma chave de pé. Ainda no fim do primeiro round, Anderson provocava seu adversário com excessivas fintas, esquivas e diálogos com seu adversário. No segundo round, Anderson continuou com as provocações, inclusive com típica guarda baixa, e até fingiu estar tonto, porém errou em uma esquiva na sequencia e foi acertado por um cruzado de esquerda do americano.
Na entrevista após a luta, Anderson anunciou que estava abrindo mão de lutas pelo cinturão e deixou uma aposentadoria em aberto:
| “ | Não quero a revanche, o Chris é o campeão agora. Todo mundo precisa respeitá-lo agora. Não luto mais por cinturão. Venho trabalhando duro por muito tempo. Preciso relaxar, ficar com minha família. Isso é uma aposentadoria? Talvez. Agora meu foco é voltar para casa. É claro que ninguém gosta de perder, é um esporte, todo mundo tem que respeitar o Chris. Agora estou inteiro, foi nocaute normal, entrou para a história. Estou feliz. O que eu faço ou pretendo fazer da minha é continuar lutando com amor e carinho. Sempre luto dessa forma. Tentei induzir ele a fazer o que eu queria. Às vezes a gente ganha e às vezes perde. O cinturão tinha que continuar no Brasil. Uma pena | ” |

Após o evento, Dana White respondeu:
| “ | Anderson está pensando nas coisas, fazia muito tempo que ele não perdia, só peço para que nada que ele disser agora seja tomado como algo definitivo | ” |

Na semana seguinte, o presidente do UFC, Dana White, confirmou uma revanche de Anderson contra Weidman para dezembro de 2013, classificando como "A maior luta da história do UFC".
A semana seguinte à luta foi tomada por polêmicas. Em um vídeo gravado dois dias antes da luta entre Anderson e Chris Weidman, o brasileiro afirmou que a luta perfeita seria com uma vitória do americano.

#### Nova derrota e grave lesão — UFC 168: Silva vs. Weidman II
No dia 12 de julho de 2013 Silva confirmou a revanche para o UFC 168, no dia 28 de dezembro de 2013.
Anderson foi totalmente dominado no primeiro round pelo americano, que encaixava mais golpes e era mais contundente durante os 5 primeiros minutos Após alguns momentos do segundo assalto, ao tentar um chute baixo lateral, característico de sua principal modalidade, o Muay Thai, Anderson quebrou a perna e perdeu a luta por estar impossibilitado de continuar e Chris Weidman venceu pela segunda vez.

#### Novo contrato
Antes mesmo de retornar ao octógono após a fratura na perna, Anderson Silva renovou seu contrato com o UFC. O lutador brasileiro espantou os rumores de aposentadoria e renovou seu acordo por um longo período. O novo contrato é de 15 lutas.

##### Retorno ao UFC — Anderson vs. Nick Diaz
No dia 29 de julho, o UFC anunciou que Anderson Silva lutaria dia 31 de janeiro de 2015, em Las Vegas, diante do meio-médio Nick Diaz. Nick estava afastado dos octógonos desde o UFC 158, quando perdeu a disputa do cinturão dos meio-médios para Georges St-Pierre. Essa foi a primeira luta de Nick no peso médio. Em uma luta morna, o grande destaque foi a atuação provocativa do lutador americano. Diaz chegou até mesmo a deitar no octógono durante suas provocações
Anderson havia vencido por decisão unânime, mas o resultado foi alterado para No Contest (Sem resultado), devido a reprovação dos 2 atletas no exame de antidoping.

### Doping
Anderson Silva foi flagrado no exame antidoping após metabólitos de drostanolona e androsterona serem encontrados em seu exame de sangue, realizado pela Comissão Atlética de Nevada (NSAC) no dia 9 de janeiro de 2015, portanto dias antes da luta contra Nick Diaz, no UFC 183. O resultado do teste foi revelado em 3 de fevereiro de 2015, e o UFC confirmou a informação através de um comunicado oficial.
O segundo resultado do exame antidoping feito por Anderson Silva no dia 31 de janeiro, data da sua vitória sobre Nick Diaz no UFC 183, novamente testou positivo para as substâncias proibidas.
Anderson pediu três vezes adiamento para o julgamento sobre seu caso de doping, e a audiência para caso foi marcada para o dia 13 de agosto.
Anderson assumiu o uso de doping para a luta contra Nick Diaz, no UFC 183. A defesa do brasileiro, no entanto, afirmou que isso aconteceu porque um dos suplementos utilizados pelo lutador estava contaminado. Ele explicou, mais exatamente, que tomou um medicamento para melhora de desempenho sexual dado por um amigo que trouxe da Tailândia.
A Comissão Atlética de Nevada não acreditou em suas explicações e decidiu punir o lutador com suspensão de um ano a contar do dia da luta, 31 de janeiro. Além disso, Anderson Silva foi multado em 30% da bolsa de US$ 600 mil (US$ 180 mil) e perdeu o bônus de US$ 200 mil pela vitória, em uma multa de cerca de R$ 1,3 milhão, e ainda terá que pagar os custos com advogados e com a investigação. Para voltar a lutar, o brasileiro terá que apresentar um teste negativo antes do próximo combate.
O brasileiro, ex-campeão dos médios, foi considerado réu primário e pegou a pena máxima de acordo com a antiga lei, que é de um ano de suspensão a contar do dia do combate. Além disso, o resultado da luta contra Nick Diaz foi alterada para "No Contest" (sem resultado).
Durante o anúncio de sua posição, a comissária Pat Lundval afirmou que Anderson teve a intenção de falsificar o questionário e disse não ter acreditado que o brasileiro tenha demonstrado qualquer remorso por ter ingerido uma substância proibida.
Já o comissário Anthony Marnell disse achar que a defesa de Anderson Silva não disse a verdade e que sente que houve a intenção de utilizar algum produto para voltar da lesão que Spider sofreu.

#### Novo retorno ao UFC — Anderson vs Bisping
Depois de cumprir a punição de 1 ano pelo doping, Anderson lutou contra Michael Bisping no UFC Fight Night: Silva vs. Bisping no dia 27 de fevereiro, em Londres. Anderson perdeu por decisão unânime. Durante o terceiro round, Michael Bisping reclamou que seu protetor bucal teria saído durante a luta. O árbitro Herb Dean demorou para tomar uma atitude e pegou o protetor bucal do chão. Durante a reclamação de Bisping, Anderson uma joelhada no inglês no mesmo momento do gongo. Anderson reclamou, e após sair derrotado disse que haviam tirado sua vitória.
Anderson era esperado para enfrentar Uriah Hall no UFC 198, no entanto, um problema na vesícula o tirou do card a 4 dias do evento.

#### UFC 200 — Substituindo Jones contra Cormier
No dia 7 de julho de 2016, dia em que Jon Jones foi removido do evento principal pela política antidoping, Anderson Silva se ofereceu com 2 dias de antecedência e substituiu Jones na luta contra Cormier no UFC 200, em uma luta de 3 rounds. Anderson foi dominado no solo durante a luta e perdeu por decisão unânime (triplo 30-26).

#### UFC 208: Silva vs Brunson
Após ficar um tempo afastado devido a projetos paralelos, Anderson voltou ao octógono no UFC 208 que ocorreu dia 12 de fevereiro de 2017 em Nova York. Seu adversário foi o americano Derek Brunson. Anderson venceu o americano em uma luta morna e apertada por decisão unânime (29-28, 29-28, 30-27). Contudo, o resultado provocou polêmica, uma vez que a grande maioria da imprensa especializada viu vitória de Brunson.

#### Mais uma vez: doping
Foi anunciado em 2 de fevereiro de 2018 que Silva testou positivo para Methyltestosterona, um esteróide anabolizante sintético, bem como diurético em uma coleta realizada em 26 de outubro de 2017..

## Boatos e polêmicas sobre as Olímpiadas
Anderson iniciou sua carreira no mundo das lutas no Taekwondo. Em meio as polêmicas do Doping, em abril de 2015, Anderson manifestou seu desejo de disputar os Jogos Olímpicos do Rio-2016.
| “ | "Todos sabem que para um atleta de alto rendimento, os Jogos Olímpicos são o sonho de todo atleta e assim, não seria diferente comigo. Quando ganhei o título de embaixador do esporte pelo Presidente Carlos Fernandes, esse sentimento passou a ficar ainda mais forte e, sendo em meu país, esse espírito olímpico me deixou muito motivado. Será um imenso prazer fazer parte desse time de ouro(...) Sendo assim, deixo aqui registrada a minha vontade de representar o Taekwondo e o Brasil nos Jogos Olímpicos Rio 2016." | ” |

Depois de várias afirmações sobre a participação do Anderson nas Olimpíadas, o seu empresário, Jorge Guimarães desmentiu a participação do atleta.
| “ | "Essa questão da Olimpíada já foi descartada. O Anderson não vai participar das Olimpíadas." | ” |

A Confederação Brasileira de Taekwondo (CBTKD) mostrou descontentamento com a declaração do Jorge Joinha Guimarães. O presidente Carlos Fernandes disse ter sido surpreendido com a notícia, menos de dois meses depois de o Spider anunciar que participaria da seletiva. O dirigente afirmou que a entidade vem tentando contato com o lutador há semanas, e não tem obtido resposta.
| “ | "Não recebemos nenhum contato do Anderson. Aliás, para ser sincero, o Anderson sumiu. Passamos alguns emails, mas ele não tem se manifestado, não estamos sabendo o que está acontecendo. Em nenhum momento falamos que ele participaria das Olimpíadas, mas participaria do processo seletivo. Acho que o empresário dele errou nesse ponto. Mas ele não se manifestou diretamente para a Confederação. Para mim, é até uma surpresa. Acho que seria até mais ético se ele falasse isso direto com a Confederação. " | ” |

Em 29 de dezembro de 2015, Spider, durante uma conferência telefônica para divulgar seu retorno ao UFC, disse que disputar as Olimpíadas era um sonho que ele tinha, mas que esta noticia acabou gerando muita polemicas, e não era esse seu desejo.

## Lutas no Boxe
Anderson Silva fez sua estreia no boxe no dia 22 de maio de 1998 contra Osmar Luiz Teixeira, sendo derrotado no 2.º round por decisão técnica do juiz.
Na biografia de Anderson Silva, publicada em 2012, este combate em União da Vitória não é mencionado.
| “ | “Esta luta aconteceu, sim. Os caras falam que foi uma apresentação, os caras alegam isso. Eles querem limpar essa luta. Ele perdeu pra um João Ninguém, digamos assim. Mas pô... eram outros tempos, cara. Hoje ele está gigante e troglodita e eu tô normal, ratinho, meu braço tem 35 centímetros.” | ” |

Sua segunda luta no Boxe profissional aconteceu no dia 6 de agosto de 2005, enfrentando o campeão baiano, Júlio Cesar (evento Minotauro Fights II). Anderson venceu o combate por nocaute, no segundo round, com uma sequência de socos.
| “ | "Foi uma experiência excelente. Desde que o Minotauro me trouxe para a Bahia para treinar com o Dórea, venho querendo me testar nas regras do Boxe." | ” |

Além destas 2 lutas no Minotauro Fights I, ele foi o árbitro principal do evento.
Em 19 junho de 2021, após 16 anos desde sua última luta de boxe, Anderson enfrentou o pugilista mexicano Julio César Chávez Jr., ex-campeão mundial dos pesos-médios de boxe pelo Conselho Mundial de Boxe (WBC) e filho do veterano pugilista mexicano Julio César Chávez. Chávez não conseguiu bater o peso e teve de pagar mais de R$ 505 mil como multa. O mexicano pesou 184 libras (cerca de 83,4kg), duas a mais que o limite de 182 libras (cerca de 82,5 kg). Em uma luta de 8 assaltos ocorrida em Guadalajara, no México, o brasileiro de 46 anos derrotou o adversário 11 anos mais novo (35 anos) por decisão dividida.
Em 15 de junho de 2024, Anderson Silva e Chael Sonnen se enfrentaram na luta principal do Spaten Fight Night, que foi realizado em São Paulo. O duelo marcou a despedida do brasileiro dos ringues em seu país, e foi marcado pelo encontro com um de seus mais famosos rivais. O combate, programado como exibição, teve os dois lutadores com os braços erguidos ao fim da luta, deixando-a sem vencedor. A luta foi exibida na tv aberta pela TV Globo e registrou a maior audiência de uma luta desde 2004, quando Acelino “Popó” Freitas conquistou o título mundial ao enfrentar Artur Grigoriam.

## Cartel no Boxe
| Resultado | Cartel | Oponente               | Método             | Data                   | Round | Tempo | Local                                                 | Nota                                                                  |
| --------- | ------ | ---------------------- | ------------------ | ---------------------- | ----- | ----- | ----------------------------------------------------- | --------------------------------------------------------------------- |
| Empate    | 3-2-1  | Chael Sonnen           | Exibição           | 15 de junho de 2024    | 5     | 2:00  | Spaten Fight Night, São Paulo, São Paulo              | Evento que marcou a última luta de Anderson no território brasileiro. |
| Derrota   | 3-2    | Jake Paul              | Decisão (unânime)  | 29 de outubro de 2022  | 8     | 3:00  | Desert Diamond Arena, Glendale, Arizona               |                                                                       |
| Vitória   | 3-1    | Tito Ortiz             | Nocaute            | 11 de setembro de 2021 | 1 (8) | 1:22  | Seminole Hard Rock Hotel & Casino, Hollywood, Flórida | Luta no Peso Casado (até 90 kg); Ortiz não bateu o peso.              |
| Vitória   | 2–1    | Julio César Chávez Jr. | Decisão (dividida) | 19 de junho de 2021    | 8     |       | Estádio Jalisco, Guadalajara                          | Luta no Peso Casado (até 82,5 kg.); Chávez Jr. não bateu o peso.      |
| Vitória   | 1–1    | Júlio Cesar de Jesus   | Nocaute            | 6 de agosto de 2005    | 2 (6) | 2:40  | Antonio Balbino Gymnasyum, Salvador, Bahia            | Luta ocorrida no Minotauro Fights II                                  |
| Derrota   | 0-1    | Osmar Luiz Teixeira    | Nocaute Técnico    | 22 de maio de 1998     | 1 (6) | 3:00  | Ginásio Isael Pastuch, União da Vitória, Paraná       | Estreia no Boxe profissional                                          |

## Luta no Muay Thai
Em 2003, Anderson fez sua única luta profissional no esporte. Ele venceu o brasileiro Tadeu San Martino, no evento Storm Muay Thai Brasil.

### Cartel no Muay Thai
| Res.    | Cartel | Oponente          | Método       | Evento                 | Data                | Round | Tempo | Local            | Notas | Ref.          |
| ------- | ------ | ----------------- | ------------ | ---------------------- | ------------------- | ----- | ----- | ---------------- | ----- | ------------- |
| Vitória | 1-0    | Tadeu San Martino | KO (nocaute) | STORM Muay Thai Brasil | 12 de abril de 2003 | 1     | 2:57  | Curitiba, Paraná |       | [ 55 ] [ 56 ] |

## Filmografia
Em 2011, foi lançado um documentário chamado "Como Água", que conta toda a preparação do lutador para ganhar o cinturão do UFC. O filme foi premiado no Tribeca Film Festival como Melhor Direção.
Além de personagem de documentário, Anderson tem dois créditos como ator na carreira nos filmes “Jogo Mortal” e “Hell’s Chain”  Também fez participação no filme Até que a Sorte nos Separe 2, além de uma dublagem no filme Minhocas.
Em 2015 estreia e assina como coprodutor do "Spider Life Show", um reality show online desenvolvido pela Agência Macro e dirigido por Pablo São Thiago que mostra os bastidores de sua vida com a família, treinos, negócios e lazer. No entanto o reality foi descontinuado depois que o atleta foi flagrado no doping.

## Cartel no MMA
| Cartel no MMA       |             |             |
| 46 lutas            | 34 vitórias | 11 derrotas |
| Por nocaute         | 20          | 4           |
| Por finalização     | 6           | 2           |
| Por decisão         | 8           | 4           |
| Por desqualificação | 0           | 1           |
| No contest          | 1           | 1           |

| Res.    | Cartel    | Oponente              | Método                                     | Evento                              | Data       | Round | Tempo | Local                            | Notas |
| ------- | --------- | --------------------- | ------------------------------------------ | ----------------------------------- | ---------- | ----- | ----- | -------------------------------- | --- |
| Derrota | 34-11 (1) | Uriah Hall            | Nocaute Técnico (socos)                    | UFC Fight Night: Hall vs. Silva     | 31/10/2020 | 4     | 1:24  | Las Vegas, Nevada                | Última luta no UFC. |
| Derrota | 34-10 (1) | Jared Cannonier       | Nocaute Técnico (chute na perna)           | UFC 237: Namajunas vs. Andrade      | 11/05/2019 | 1     | 4:47  | Rio de Janeiro                   | |
| Derrota | 34-9 (1)  | Israel Adesanya       | Decisão (unânime)                          | UFC 234: Adesanya vs. Silva         | 09/02/2019 | 3     | 5:00  | Melbourne                        | Luta da Noite. |
| Vitória | 34-8 (1)  | Derek Brunson         | Decisão (unânime)                          | UFC 208: Holm vs. de Randamie       | 11/02/2017 | 3     | 5:00  | Brooklyn, Nova Iorque            | |
| Derrota | 33-8 (1)  | Daniel Cormier        | Decisão (unânime)                          | UFC 200: Tate vs. Nunes             | 09/07/2016 | 3     | 5:00  | Las Vegas, Nevada                | Luta nos Meio-Pesados. |
| Derrota | 33-7 (1)  | Michael Bisping       | Decisão (unânime)                          | UFC Fight Night: Silva vs. Bisping  | 27/02/2016 | 5     | 5:00  | Londres                          | Luta da Noite. |
| NC      | 33-6 (1)  | Nick Diaz             | Sem Resultado                              | UFC 183: Silva vs. Diaz             | 31/01/2015 | 5     | 5:00  | Las Vegas                        | Originalmente vitória por decisão; ambos os lutadores falharam no teste antidoping.                                                                                               |
| Derrota | 33-6      | Chris Weidman         | Nocaute Técnico (lesão)                    | UFC 168: Weidman vs. Silva II       | 28/12/2013 | 2     | 1:16  | Las Vegas, Nevada                | Pelo Cinturão Peso Médio do UFC. |
| Derrota | 33-5      | Chris Weidman         | Nocaute (soco)                             | UFC 162: Silva vs. Weidman          | 06/07/2013 | 2     | 1:18  | Las Vegas, Nevada                | Perdeu o Cinturão Peso Médio do UFC. |
| Vitória | 33-4      | Stephan Bonnar        | Nocaute Técnico (joelhada e socos)         | UFC 153: Silva vs. Bonnar           | 13/10/2012 | 1     | 4:40  | Rio de Janeiro                   | Luta nos Meio-Pesados. |
| Vitória | 32-4      | Chael Sonnen          | Nocaute Técnico (joelhada e socos)         | UFC 148: Silva vs. Sonnen II        | 07/07/2012 | 2     | 1:55  | Las Vegas, Nevada                | Defendeu o Cinturão Peso Médio do UFC; Nocaute da Noite; Quebrou o recorde de mais bónus recebidos no UFC; Quebrou o recorde de mais nocautes ou finalizações no Peso Médio (11). |
| Vitória | 31-4      | Yushin Okami          | Nocaute Técnico (socos)                    | UFC 134: Silva vs. Okami            | 27/08/2011 | 2     | 2:04  | Rio de Janeiro                   | Defendeu o Cinturão Peso Médio do UFC. |
| Vitória | 30-4      | Vitor Belfort         | Nocaute (chute frontal)                    | UFC 126: Silva vs. Belfort          | 06/02/2011 | 1     | 3:25  | Las Vegas, Nevada                | Defendeu o Cinturão Peso Médio do UFC; Nocaute da Noite; Nocaute do Ano (2011).                                                                                                   |
| Vitória | 29-4      | Chael Sonnen          | Finalização (triângulo com chave de braço) | UFC 117: Silva vs. Sonnen           | 07/08/2010 | 5     | 3:10  | Oakland, Califórnia              | Defendeu o Cinturão Peso Médio do UFC; Luta e Finalização da Noite; Luta do Ano (2010).                                                                                           |
| Vitória | 28-4      | Demian Maia           | Decisão (unânime)                          | UFC 112: Invincible                 | 10/04/2010 | 5     | 5:00  | Abu Dhabi                        | Retornou aos Médios; Defendeu o Cinturão Peso Médio do UFC; Quebrou o recorde de defesas de um cinturão no UFC (6).                                                               |
| Vitória | 27-4      | Forrest Griffin       | Nocaute (soco)                             | UFC 101: Declaration                | 09/08/2009 | 1     | 3:23  | Filadélfia, Pensilvânia          | Retornou aos Meio-Pesados; Luta e Nocaute da Noite. |
| Vitória | 26-4      | Thales Leites         | Decisão (unânime)                          | UFC 97: Redemption                  | 18/04/2009 | 5     | 5:00  | Montreal, Quebec                 | Defendeu o Cinturão Peso Médio do UFC; Igualou o recorde de defesas de um cinturão no UFC (5).                                                                                    |
| Vitória | 25-4      | Patrick Côté          | Nocaute Técnico (lesão)                    | UFC 90: Silva vs. Côté              | 25/10/2008 | 3     | 0:39  | Rosemont, Illinois               | Retornou aos Médios; Defendeu o Cinturão Peso Médio do UFC. |
| Vitória | 24-4      | James Irvin           | Nocaute (socos)                            | UFC Fight Night: Silva vs Irvin     | 19/07/2008 | 1     | 1:01  | Las Vegas, Nevada                | Estreia nos Meio-Pesados. |
| Vitória | 23-4      | Dan Henderson         | Finalização (mata-leão)                    | UFC 82: Pride of a Champion         | 01/03/2008 | 2     | 4:52  | Columbus, Ohio                   | Defendeu e unificou o Cinturão Peso Médio do UFC e o Cinturão Meio Médio do Pride; Luta e Finalização da Noite; Quebrou o recorde de defesas do Cinturão Peso Médio do UFC (3).   |
| Vitória | 22-4      | Rich Franklin         | Nocaute Técnico (joelhadas)                | UFC 77: Hostile Territory           | 20/10/2007 | 2     | 1:07  | Cincinnati, Ohio                 | Defendeu o Cinturão Peso Médio do UFC; Nocaute da Noite; Igualou o recorde de defesas do Cinturão Peso Médio do UFC (2).                                                          |
| Vitória | 21-4      | Nate Marquardt        | Nocaute Técnico (socos)                    | UFC 73: Stacked                     | 07/07/2007 | 1     | 4:50  | Sacramento, Califórnia           | Defendeu o Cinturão Peso Médio do UFC; Nocaute da Noite. |
| Vitória | 20-4      | Travis Lutter         | Finalização (triângulo e cotoveladas)      | UFC 67: All or Nothing              | 03/02/2007 | 2     | 2:11  | Las Vegas, Nevada                | Luta não válida pelo cinturão (Lutter não bateu o peso). |
| Vitória | 19-4      | Rich Franklin         | Nocaute (joelhadas)                        | UFC 64: Unstoppable                 | 14/10/2006 | 1     | 3:57  | Las Vegas, Nevada                | Ganhou o Cinturão Peso Médio do UFC; Nocaute da Noite. |
| Vitória | 18-4      | Chris Leben           | Nocaute (joelhada)                         | UFC Ultimate Fight Night 5          | 28/06/2006 | 1     | 0:49  | Las Vegas, Nevada                | Estreia no UFC; Nocaute da Noite. |
| Vitória | 17-4      | Tony Fryklund         | Nocaute (cotovelada invertida)             | Cage Rage 16: Critical Condition    | 22/04/2006 | 1     | 2:02  | Londres                          | Defendeu o Cinturão Peso Médio do Cage Rage |
| Derrota | 16-4      | Yushin Okami          | Desqualificação (chute ilegal)             | Rumble on the Rock 8                | 20/01/2006 | 1     | 2:33  | Honolulu, Havaí                  | Anderson foi desclassificado por aplicar uma pedalada ilegal. |
| Vitória | 16-3      | Curtis Stout          | Nocaute (socos)                            | Cage Rage 14: Punishment            | 03/12/2005 | 1     | 4:59  | Londres                          | Defendeu o Cinturão Peso Médio do Cage Rage. |
| Vitória | 15-3      | Jorge Rivera          | Nocaute Técnico (joelhadas e socos)        | Cage Rage 11: Face Off              | 30/04/2005 | 2     | 3:53  | Londres                          | Defendeu o Cinturão Peso Médio do Cage Rage. |
| Derrota | 14-3      | Ryo Chonan            | Finalização (chave de calcanhar voadora)   | Pride Shockwave 2004                | 31/12/2004 | 3     | 3:08  | Saitama                          | Retornou ao Pride FC. |
| Vitória | 14-2      | Lee Murray            | Decisão (unânime)                          | Cage Rage 8: Knights of the Octagon | 11/09/2004 | 3     | 5:00  | Londres                          | Ganhou o Cinturão Peso Médio do Cage Rage. |
| Vitória | 13-2      | Jeremy Horn           | Decisão (unânime)                          | Gladiator FC: Day 2                 | 27/06/2004 | 3     | 5:00  | Seul                             | |
| Vitória | 12-2      | Waldir dos Anjos      | Nocaute Técnico (intervenção do córner)    | Conquista Fight 1                   | 20/12/2003 | 1     | 5:00  | Vitória da Conquista, Bahia      | |
| Derrota | 11-2      | Daiju Takase          | Finalização (triângulo)                    | Pride 26: Bad to the Bone           | 08/06/2003 | 1     | 8:33  | Yokohama                         | |
| Vitória | 11-1      | Carlos Newton         | Nocaute (joelhada voadora e socos)         | Pride 25: Body Blow                 | 16/03/2003 | 1     | 6:27  | Yokohama                         | |
| Vitória | 10-1      | Alexander Otsuka      | Decisão (unânime)                          | Pride 22: Beasts From The East 2    | 29/09/2002 | 3     | 5:00  | Nagoya                           | |
| Vitória | 9-1       | Alex Stiebling        | Nocaute Técnico (intervenção do médico)    | Pride 21: Demolition                | 23/06/2002 | 1     | 1:23  | Saitama                          | Estreia no Pride FC. |
| Vitória | 8-1       | Roan Carneiro         | Finalização (socos)                        | Mecca: World Vale Tudo 6            | 31/01/2002 | 1     | 5:42  | Curitiba, Paraná                 | |
| Vitória | 7-1       | Hayato Sakurai        | Decisão (unânime)                          | Shooto: To The Top 7                | 26/08/2001 | 3     | 5:00  | Osaka                            | Ganhou o Cinturão dos Médios do Shooto (até 76 kg). |
| Vitória | 6-1       | Israel Albuquerque    | Nocaute Técnico (socos)                    | Mecca: World Vale Tudo 5            | 09/06/2001 | 1     | 6:17  | Curitiba, Paraná                 | |
| Vitória | 5-1       | Tetsuji Kato          | Decisão (unânime)                          | Shooto: To The Top 2                | 02/03/2001 | 3     | 5:00  | Tóquio                           | |
| Vitória | 4-1       | Claudionor Fontinelle | Nocaute Técnico (chutes e joelhadas)       | Mecca: World Vale Tudo 4            | 16/12/2000 | 1     | 4:35  | Curitiba, Paraná                 | |
| Vitória | 3-1       | José Barreto          | Nocaute Técnico (socos e chute na cabeça)  | Mecca: World Vale Tudo 2            | 12/08/2000 | 1     | 1:06  | Curitiba, Paraná                 | |
| Derrota | 2-1       | Luiz Azeredo          | Decisão (unânime)                          | Mecca: World Vale Tudo 1            | 27/05/2000 | 2     | 10:00 | Curitiba, Paraná                 | Perdeu a final do Mecca: World Vale Tudo 1. |
| Vitória | 2-0       | Fabrício Camões       | Nocaute Técnico (chutes)                   | Brazilian Freestyle Circuit 1       | 25/06/1997 | 1     | 25:14 | Campo Grande, Mato Grosso do Sul | |
| Vitória | 1-0       | Raimundo Pinheiro     | Finalização (mata-leão)                    | Brazilian Freestyle Circuit 1       | 25/06/1997 | 1     | 1:53  | Campo Grande, Mato Grosso do Sul | |